# GLC24時間英会話ch
GLC24時間英会話ch は、スカイパーフェクTV!で放送されていた英語学習専門の放送局。株式会社ダイネン企画が運営していた。
2008年3月31日を以て放送終了した。

## 概要
大人から子供まで利用できる英語学習チャンネルとして、年代別、レベル別に番組を構成している。英会話講座はビデオ教材として製作されたものをそのまま流すことも多いが、英語寄席などのオリジナル番組もある。

## 主要番組
- Encounters
A,B,Cの３ランクに分けられた英会話学習プログラム。テキストも別売りではあるが存在する。

- LookAhead
イギリスのBBCが製作する英語学習番組。日本語による解説はほとんどないが、ミニドラマ、アニメーションなどのバラエティに富んだ番組構成になっていて、さまざまな場面で使える表現が身につく。

- PowerTalk
このチャンネルでは最高ランクに位置する番組。さまざまな職種を通してビジネス英会話の学習ができる番組。

- Wheel of Fortune
アメリカ発の大人気クイズ番組。3人の参加者がホイールを回して、言葉のパズルに挑戦し賞金を勝ち取るという、いたってシンプルな構成。

- HOE 寄席
日本人・外国人を問わず、英語によって落語を演じる番組。

- 英語カラオケ -Yum Yum English-
カラオケで英語を覚える番組。司会のリーソル・ウィルカーソンが、古いヒット曲から最新のヒット曲まで、カラオケで人気の高い曲目を中心に毎回違う曲の歌詞を使い、テンポ良く英語表現を紹介。

## 視聴方法
- スカイパーフェクTV! 343チャンネル